# Carmen Barberà Puig
Carmen Barberà Puig o Carme Barberá Puig (Les Coves de Vinromà, febrer de 1927 - Cadaqués, 29 de març de 2011) va ser una narradora, novel·lista i biògrafa valenciana, que va escriure novel·la i poesia.
Filla de José Barberà i Rosa Puig, va estudiar batxillerat a l'Institut Ribalta de Castelló de la Plana en temps de la postguerra. Va tindre una bona formació, essent molt aficionada a la lectura. Va traslladar-se a Barcelona per estar a prop de son pare, oficial de l'exercit vençut, que estava confinat al Castell de Montjuïc, l'ambient de Barcelona la va animar a començar la seua carrera literària, que fou notable per la seua sensibilitat cap a les complexes relacions humanes.

## Obra[4]
Cinc de les seues novel·les han rebut premis literaris. En 1957 va quedar finalista al Premi Ciutat de València i al Ciutat de Sevilla amb l'obra Adolescente, que va prologar Josep Maria Gironella i va editar Josep Janés, dins la col·lecció Doy fe. En 1957 va rebre el Premi Ondas per la novel·la Al final de la ría, i va rebre en 1960 el Premi Ciutat de Barcelona amb Debajo de la piel, i amb La colina perdida va rebre el Premi Especial Ateneu i Club Universitari de Tortosa, editat en 1964.
La novel·la Tierras de luto, va ser editada per l'Editorial Planeta en 1977 i en 1982 també Planeta editava Rapto de locura. Va publicar biografies històriques de Lucrecia Borgia (1989) i de Juana la Loca (1992) amb les que va obtindre èxits de vendes. La Duquesa de Alba fou publicat en 1995.
Una de les seues grans obres fou Mirada íntima sobre tres reinas de España, María de las Mercedes de Orléans y Borbón, María Cristina de Habsburgo y Victoria Eugenia de Battenberg.